# Цона Барбијеро-Фако-Балдисери (Виченца)
Цона Барбијеро-Фако-Балдисери је насеље у Италији у округу Виченца, региону Венето.
Према процени из 2011. у насељу је живело 28 становника. Насеље се налази на надморској висини од 49 м.